# Maladera okinawaensis
Maladera okinawaensis är en skalbaggsart som beskrevs av Kobayashi 1978. Maladera okinawaensis ingår i släktet Maladera och familjen Melolonthidae. Inga underarter finns listade i Catalogue of Life.